# Фазова діаграма води

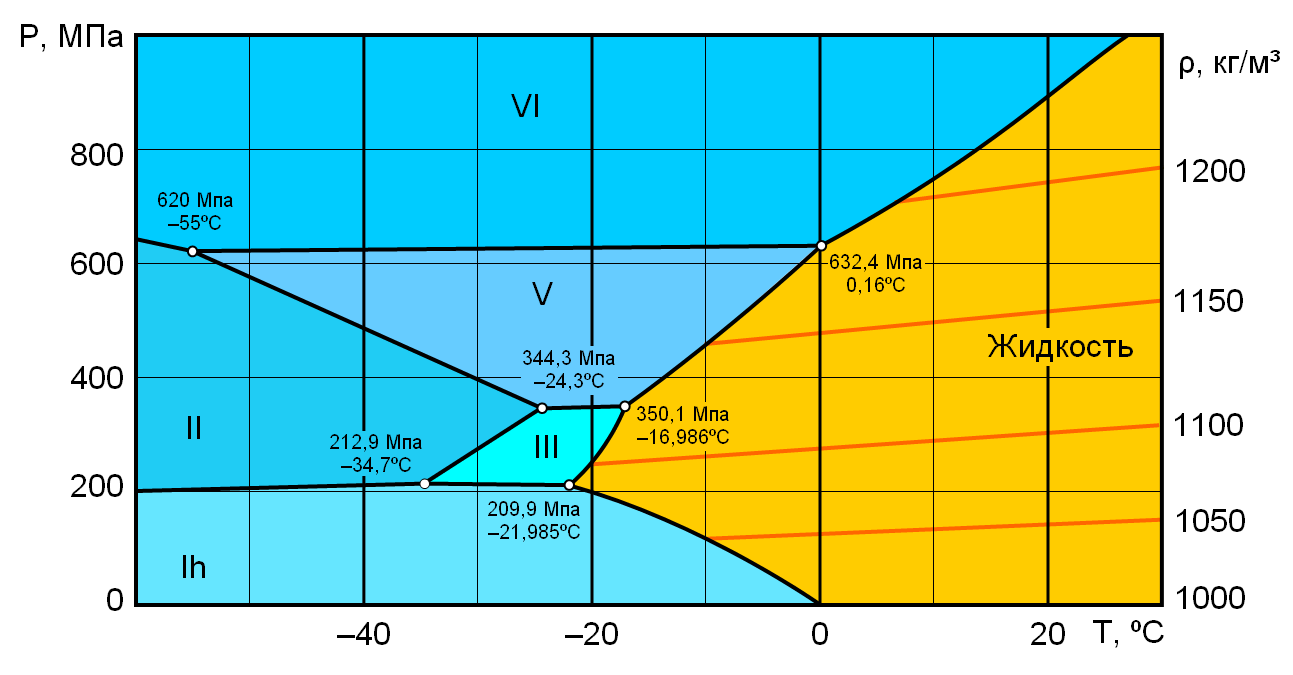
Фрагмент фазової діаграми води

Фа́зова діагра́ма води́ — графічне відображення рівноважного стану фаз води (рідини, водяної пари та різних модифікацій льоду). Будується в системі координат температура—тиск.

## Елементи фазової діаграми

### Потрійні точки
| №  | Фази    | Фази     | Фази     | Тиск       | Температура | Температура | Примітка          |
| №  | Фази    | Фази     | Фази     | МПа        | °C          | K           | Примітка          |
| -- | ------- | -------- | -------- | ---------- | ----------- | ----------- | ----------------- |
| 1  | Пар     | Вода     | Лід Ih   | 611,657 Па | 0,01        | 273,16      | [ 1 ]             |
| 2  | Пар     | Лід Ih   | Лід XI   | 0          | -201,0      | 72,15       | [ 2 ] [ 3 ] [ 4 ] |
| 3  | Вода    | Лід Ih   | Лід III  | 209,9      | -21,985     | 251,165     | [ 5 ] [ 6 ]       |
| 4  | Лід Ih  | Лід II   | Лід III  | 212,9      | -34,7       | 238,45      | [ 5 ] [ 6 ] [ 7 ] |
| 5  | Лід II  | Лід III  | Лід V    | 344,3      | -24,3       | 248,85      | [ 5 ] [ 6 ]       |
| 6  | Лід II  | Лід VI   | Лід XV   | ~ 800      | -143        | 130         | Для D2O           |
| 7  | Вода    | Лід III  | Лід V    | 350,1      | -16,986     | 256,164     | [ 5 ] [ 6 ]       |
| 8  | Вода    | Лід IV   | Лід XII  | ~ 500—600  | ~ -6        | ~ 267       | [ 9 ]             |
| 9  | Лід II  | Лід V    | Лід VI   | ~ 620      | ~ -55       | ~ 218       | [ 10 ]            |
| 10 | Вода    | Лід V    | Лід VI   | 632,4      | 0.16        | 273,32      | [ 5 ] [ 6 ]       |
| 11 | Лід VI  | Лід VIII | Лід XV   | ~ 1500     | -143        | 130         | Для D2O           |
| 12 | Лід VI  | Лід VII  | Лід VIII | 2100       | ~ 5         | ~ 278       | [ 11 ] [ 12 ]     |
| 13 | Вода    | Лід VI   | Лід VII  | 2216       | 81,85       | 355         | [ 5 ] [ 6 ]       |
| 14 | Лід VII | Лід VIII | Лід X    | 62 000     | -173        | 100         | [ 13 ]            |
| 15 | Вода    | Лід VII  | Лід X    | 47 000     | ~ 727       | ~ 1000      | [ 14 ] [ 15 ]     |

### Крива сублімації льоду

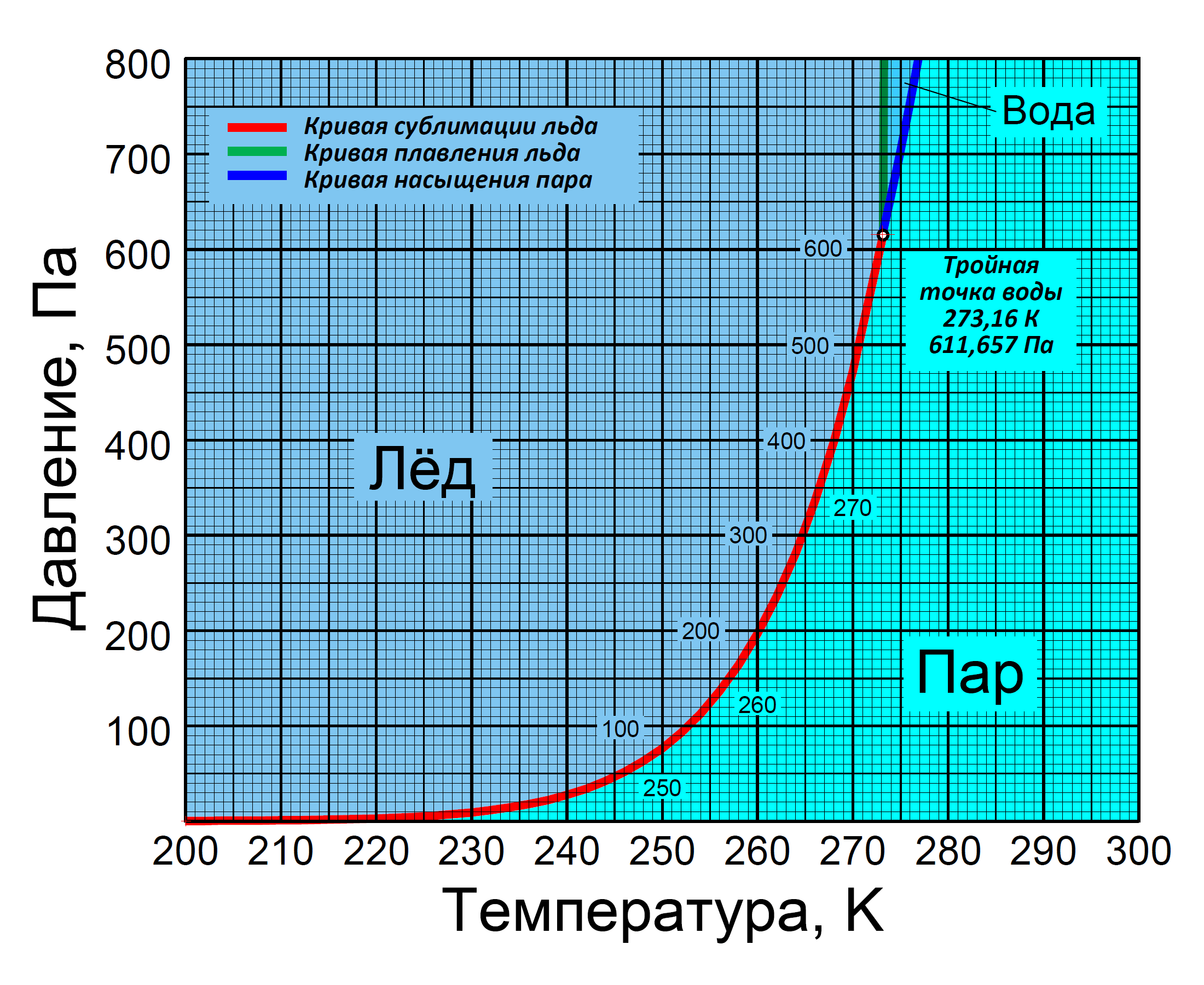
Крива сублімації льоду. Лінійний масштаб по осі P

Крива сублімації льоду починається в точці (0 Па; 0 K) і закінчується в потрійній точці води (611,657 Па; 273,16 K). На цій ділянці при зниженні температури тиск сублімації падає експоненціально і при вже температурі 130 K складає незначну величину (10−8 Па).
З гарною точністю тиск сублімації на цій ділянці описується експонентою
{\displaystyle ~P=A\cdot exp(-B/T),}
где
{\displaystyle ~A=3,41\cdot 10^{12}~\mathrm {Pa} ;\quad B=6130~\mathrm {K} .}
Помилка цієї формули - не більше 1% в діапазоні температур 240-273,16 K і не більше 2,5% діапазоні температур 140-240 K.
Більш точно крива сублімації описується формулою, рекомендованою IAPWS(англ. International Association for the Properties of Water and Steam — Міжнародна асоціація з вивчення властивостей води і пари):
{\displaystyle ~\ln {\frac {P}{P_{0}}}={\frac {T_{0}}{T}}\sum _{i=1}^{3}a_{i}\left({T \over T_{0}}\right)^{b_{i}},}
где
{\displaystyle {\begin{matrix}~P_{0}=611,657~\mathrm {Pa} ;&T_{0}=273,16~\mathrm {K} ;\\a_{1}=-21,2144006;&b_{1}=0,003333333;\\a_{2}=27,3203819;&b_{2}=1,20666667;\\a_{3}=-6,1059813;&b_{3}=1,70333333.\end{matrix}}}

### Крива плавлення льоду Ih
Крива плавлення льоду Ih (тобто звичайного льоду) на фазовій діаграмі в області низьких тисків є в практично вертикальну пряму. Так, при переході від потрійної точки (611 Па) до атмосферного тиску (101 кПа) температура плавлення падає всього на 0,008 K (з 273,16 до 273,15 K). Тиск, необхідне для зниження температури плавлення на 1 K становить близько 132 атм. Крива плавлення по горизонтальній осі займає діапазон температур 251,165-273,16 K (–21,985 ... 0,01 °C). Мінімальна температура плавлення (–21,985 °С) досягається при тиску 208,566 МПа (2058 атм).
Крива плавлення льоду Ih — єдиний фазовий перехід, пов'язаний зі зміною агрегатного стану води, який має зворотний нахил (при збільшенні тиску температура плавлення зменшується). Ця обставина (згідно з принципом ле Шательє) пояснюється тим, що лід Ih має меншу щільність у порівнянні з водою при тому ж тиску. Всі інші модифікації льоду важче води, їх температура плавлення при підвищенні тиску збільшується.
Крива плавлення описується формулою, рекомендованою IAPWS:
{\displaystyle ~{\frac {P}{P_{0}}}=1+\sum _{i=1}^{3}a_{i}\left(1-{T \over T_{0}}\right)^{b_{i}},}
где
{\displaystyle {\begin{matrix}~P_{0}=611,657~\mathrm {Pa} ;&T_{0}=273,16~\mathrm {K} ;\\a_{1}=1~195~393,37;&b1=3,00;\\a_{2}=80~818,3159;&b2=25,75;\\a_{3}=3~338,2686;&b3=103,75;\end{matrix}}}

### Крива плавлення льоду III
Крива плавлення льоду III III починається в точці мінімальної температури затвердіння води (251,165 K; 208,566 МПа), де звичайний лід перетворюється на структурну модифікацію III, і закінчується в точці (256,164 K; 350,1 МПа), де проходить межа фаз III і V.
Крива плавлення описується формулою, рекомендованою IAPWS:
{\displaystyle ~{\frac {P}{P_{0}}}=1-0,299948\left[1-\left({T \over T_{0}}\right)^{60}\right],}
где
{\displaystyle ~P_{0}=208,566~\mathrm {MPa} ;\quad T_{0}=251,165~\mathrm {K} .}

### Крива плавлення льоду V
Крива плавлення льоду V починається в точці (256,164 K; 350,1 МПа), на межі фаз III і V, і закінчується в точці (273,31 K; 632,4 МПа), де проходить межа фаз V та VI.
Крива плавлення описується формулою, рекомендованою IAPWS:
{\displaystyle ~{\frac {P}{P_{0}}}=1-1,18721\left[1-\left({T \over T_{0}}\right)^{8}\right],}
где
{\displaystyle ~P_{0}=350,1~\mathrm {MPa} ;\quad T_{0}=256,164~\mathrm {K} .}

### Крива плавлення льоду VI
Крива плавлення льоду VI починається в точці (273,31 K; 632,4 МПа), на межі фаз V та VI, і закінчується в точці (355 K; 2216 МПа), де проходить межа фаз VI і VII.
Крива плавлення описується формулою, рекомендованою IAPWS:
{\displaystyle ~{\frac {P}{P_{0}}}=1-1,07476\left[1-\left({T \over T_{0}}\right)^{4,6}\right],}
где
{\displaystyle ~P_{0}=632,4~\mathrm {MPa} ;\quad T_{0}=273,31~\mathrm {K} .}

### Крива плавлення льоду VII
Крива плавлення льоду VII починається в точці (355 K; 2216 МПа), на межі фаз VI і VII, і закінчується в точці (715 K; 20,6 ГПа), де проходить межа фази VII.
Крива плавлення описується формулою, рекомендованою IAPWS:
{\displaystyle ~\ln {\frac {P}{P_{0}}}=\sum _{i=1}^{3}a_{i}\left(1-{T \over T_{0}}\right)^{b_{i}},}
где
{\displaystyle {\begin{matrix}~P_{0}=2216~\mathrm {MPa} ;&T_{0}=355~\mathrm {K} ;\\a_{1}=1,73683;&b_{1}=-1;\\a_{2}=-0,0544606;&b_{2}=5;\\a_{3}=8,06106\cdot 10^{-8};&b_{3}=22.\end{matrix}}}

### Крива насичення водяної пари
Крива насичення водяної пари починається в потрійній точці води (273,16 K; 611,657 Па) і закінчується в критичній точці (647,096 К; 22,064 МПа). Вона показує температуру кипіння води при зазначеному тиску або, що теж саме, тиск насиченої водяної пари при вказаній температурі. У критичній точці щільність водяної пари досягає щільності води і, таким чином, різниця між цими агрегатними станами зникає.
Відповідно до рекомендацій IAPWS, лінія насичення представляється у вигляді неявного квадратного рівняння щодо нормованої температури θ і нормованого тиску β:
{\displaystyle ~\beta ^{2}\theta ^{2}+n_{1}\beta ^{2}\theta +n_{2}\beta ^{2}+n_{3}\beta \theta ^{2}+n_{4}\beta \theta +n_{5}\beta +n_{6}\theta ^{2}+n_{7}\theta +n_{8}=0,}
де
{\displaystyle ~\theta ={T \over T_{0}}+{\frac {n_{9}}{{T \over T_{0}}-n_{10}}};\quad T_{0}=1~\mathrm {K} ;}
{\displaystyle ~\beta =\left({\frac {P}{P_{0}}}\right)^{0,25};\quad P_{0}=1~\mathrm {MPa} ;}
{\displaystyle ~n_{0}=1,0;}
{\displaystyle ~n_{1}=1167,0521452767;}
{\displaystyle ~n_{2}=-724213,16703206;}
{\displaystyle ~n_{3}=-17,073846940092;}
{\displaystyle ~n_{4}=12020,82470247;}
{\displaystyle ~n_{5}=-3232555,0322333;}
{\displaystyle ~n_{6}=14,91510861353;}
{\displaystyle ~n_{7}=-4823,2657361591;}
{\displaystyle ~n_{8}=405113,40542057;}
{\displaystyle ~n_{9}=-0,23855557567849;}
{\displaystyle ~n_{10}=650,17534844798.}
Для заданого абсолютного значення температури T обчислюється нормоване значенняθі коефіцієнти квадратного рівняння
{\displaystyle ~A=\theta ^{2}+n_{1}\theta +n_{2};}
{\displaystyle ~B=n_{3}\theta ^{2}+n_{4}\theta +n_{5};}
{\displaystyle ~C=n_{6}\theta ^{2}+n_{7}\theta +n_{8},}
після чого знаходиться значенняβ
{\displaystyle ~\beta ={\frac {-B-{\sqrt {B^{2}-4AC}}}{2A}}}
і абсолютне значення тиску:
{\displaystyle ~P=P_{0}\beta ^{4}.}
Тиск насиченої водяної пари (кПа) при різних температурах
| T °C | 0      | 1      | 2      | 3      | 4      | 5      | 6      | 7     | 8     | 9     |
| ---- | ------ | ------ | ------ | ------ | ------ | ------ | ------ | ----- | ----- | ----- |
| 0    | 0,6112 | 0,6571 | 0,7060 | 0,7581 | 0,8135 | 0,8726 | 0,9354 | 1,002 | 1,073 | 1,148 |
| 10   | 1,228  | 1,313  | 1,403  | 1,498  | 1,599  | 1,706  | 1,819  | 1,938 | 2,065 | 2,198 |
| 20   | 2,339  | 2,488  | 2,645  | 2,811  | 2,986  | 3,170  | 3,364  | 3,568 | 3,783 | 4,009 |
| 30   | 4,247  | 4,497  | 4,759  | 5,035  | 5,325  | 5,629  | 5,947  | 6,282 | 6,632 | 7,000 |
| 40   | 7,384  | 7,787  | 8,209  | 8,650  | 9,112  | 9,594  | 10,10  | 10,63 | 11,18 | 11,75 |
| 50   | 12,35  | 12,98  | 13,63  | 14,31  | 15,02  | 15,76  | 16,53  | 17,33 | 18,17 | 19,04 |
| 60   | 19,95  | 20,89  | 21,87  | 22,88  | 23,94  | 25,04  | 26,18  | 27,37 | 28,60 | 29,88 |
| 70   | 31,20  | 32,57  | 34,00  | 35,48  | 37,01  | 38,60  | 40,24  | 41,94 | 43,70 | 45,53 |
| 80   | 47,41  | 49,37  | 51,39  | 53,48  | 55,64  | 57,87  | 60,17  | 62,56 | 65,02 | 67,56 |
| 90   | 70,18  | 72,89  | 75,68  | 78,57  | 81,54  | 84,61  | 87,77  | 91,03 | 94,39 | 97,85 |
| 100  | 101,4  |        |        |        |        |        |        |       |       |       |